# Эгейские острова (децентрализованная администрация)
Эгейские острова (греч. Αποκεντρωμένη Διοίκηση Αιγαίου (ΑΔΑ)) — одна из семи децентрализованных администраций Греции. Создана в 2011 году по программе Калликратиса, является региональным органом государственной власти и частью административного деления. Включает в себя две периферии — Северные Эгейские острова и Южные Эгейские острова. Административным центром является город Пирей. Главой администрации является координатор, которого назначает правительство Греции. Действующий координатор (с 2 января 2019 года) — Поликарпос Полихронакис (Πολύκαρπος Πολυχρονάκης).